# Rybaki (rejon wołkowyski)
Rybaki – dawna wieś na Białorusi, w obwodzie grodzieńskim, w rejonie wołkowyskim, w sielsowiecie Gniezno. Leżała około 2,5 km na północ od Andrzejewiczy.
W dwudziestoleciu międzywojennym miejscowość leżała w Polsce, w województwie białostockim, w powiecie wołkowyskim, w gminie Mścibów. 16 października 1933 utworzyła gromadę w gminie Mścibów. Po II wojnie światowej weszła w struktury ZSRR.
Obecnie po wsi nie pozostało nic.